# ارهوة النجاد (حالمين)

تعديل مصدري - تعديل

ارهوة النجاد هي إحدى قرى عزلة حبيل الريدة بمديرية حالمين التابعة لمحافظة لحج، بلغ تعداد سكانها 56 نسمة حسب تعداد اليمن لعام 2004.